# Scoparia jonesalis
Scoparia jonesalis là một loài bướm đêm trong họ Crambidae.